# Parapalta circumfumata
Parapalta circumfumata är en fjärilsart som beskrevs av Louis Beethoven Prout 1916. Parapalta circumfumata ingår i släktet Parapalta och familjen mätare. Inga underarter finns listade i Catalogue of Life.